# Musiques de James Bond

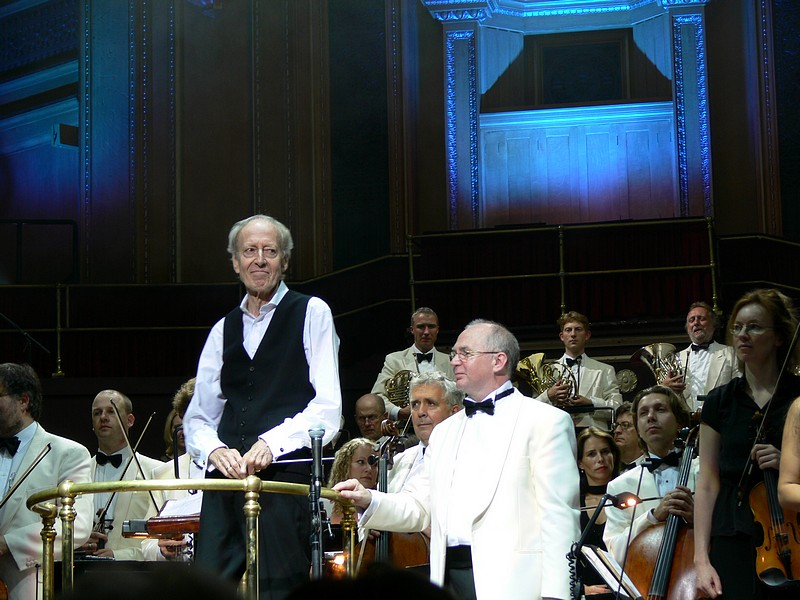
Le compositeur John Barry, qui a signé la musique de nombreux films James Bond, lors d'un concert au Royal Albert Hall en 2006.

Les musiques de James Bond sont les musiques instrumentales et les chansons composé pour les films et jeux vidéo de la saga James Bond.
Au fil des années, les films de James Bond d'EON Productions ont accumulé un grand nombre de musiques, dont beaucoup sont considérées comme des classiques de la musique de film. La plus connue est sans doute le James Bond Theme, une musique instrumentale qui apparait dans la séquence d'ouverture des films de James Bond.
La plus grosse contribution à la musique de James Bond vient du compositeur John Barry. Il a en effet composé douze bandes originales de James Bond sur près de 25 ans, élaborant avec son style symphonique les principaux thèmes et motifs de la saga. Après lui, David Arnold est le second compositeur le plus représenté avec cinq films. Ses orchestrations, combinant des éléments rythmiques électroniques, ont donné l'identité musicale des James Bond avec Pierce Brosnan. Lui succédant, Thomas Newman, troisième et dernier compositeur à avoir musicalisé plus d'un James Bond, reviendra sur une orchestration plus acoustique en gardant quelques traces électroniques du passage d'Arnold. Les autres compositeurs de la saga sont George Martin, Bill Conti, Michael Kamen, Marvin Hamlisch, Éric Serra, et Hans Zimmer.

## Thèmes récurrents

### James Bond Theme
Le James Bond Theme est une musique instrumentale créée par Monty Norman et arrangée puis orchestrée par John Barry (les deux compositeurs se sont disputé la paternité du titre). Elle est mondialement connue pour être l'indicatif musical de tous les films de James Bond d'EON Productions.
La musique est utilisée en conjonction avec la séquence d'ouverture des films de James Bond ainsi qu'a de multiples reprises en tant que thème de James Bond.

### 007
007 (parfois appelé 007 Theme) est un thème composé par John Barry en 1963 pour le film Bons baisers de Russie. Par la suite, il est devenu le thème d'action de James Bond, utilisé dans quelques films.
Parmi les apparitions les plus notables, on peut citer :
- Bons baisers de Russie : joué pendant la fusillade dans le camp de tzigane et lorsque Bond vole le décodeur dans l'ambassade russe d'Istanbul.
- Opération Tonnerre : joué pendant que Bond échappe au SPECTRE pendant le défilé et lors du combat sous-marin.
- On ne vit que deux fois : joué pendant le vol du « Little Nellie » avant la bataille contre quatre hélicoptères.
- Les diamants sont éternels : joué pendant la destruction du QG de Blofeld par Bond.
- Moonraker : joué pendant la poursuite le long de l'Amazone.

Depuis Moonraker, le thème n'a plus été inclus dans un film de James Bond.
Ce morceau fut utilisé par les chaînes de télévision américaines KYW-TV (en) et WLS-TV comme musique thématique pour leur journal télévisé du soir.

### Motif de suspense
David Arnold a établi ce qui peut être défini comme le « motif de suspense », un motif de 4 notes descendantes répétées qui est joué en général par-dessous la mélodie principale et que l'on entend dans la plupart des James Bond dont il a réalisé la musique.
Le motif peut être entendu dans :
- Demain ne meurt jamais : Station Break, *-3-Send et Underwater Discovery
- Le monde ne suffit pas : Pipeline et Submarine
- Meurs un autre jour : Antonov
- Casino Royale : Miami International, Dirty Martini et très brièvement dans African Rundown
- Quantum of Solace : brièvement dans Time to Get Out et dans Perla de Las Dunas

## Chansons
La franchise James Bond est connue pour ses chansons thématiques, souvent interprétées par des chanteurs phares de l'époque. Plusieurs ont atteint le haut des charts de singles aux États-Unis et trois ont remporté l'oscar de la meilleure chanson originale (sur 6 nominations) : Skyfall interprétée par Adele, Writing's on the Wall interprétée par Sam Smith et No Time to Die interprétée par Billie Eilish .
Le premier film, James Bond 007 contre Dr No, n'a pas de chanson-titre mais le générique d'ouverture comprend - en plus du James Bond Theme - un interlude de bongo et se termine par une version calypso de Three Blind Mice intitulée Kingston Calypso (qui est répétée plusieurs fois dans le film).
Le second film, Bons baisers de Russie, présente la particularité d'avoir sa chanson-titre lors du générique de fin et non au début comme le feront les suivants.
Le film Au service secret de Sa Majesté est le seul à présenter un thème instrumental mais il inclut également un thème final, We Have All the Time in the World, chanté par Louis Armstrong qui rencontre un grand succès. Cette chanson ouvre également le générique de fin de Mourir peut attendre.
Seules trois chansons n'incluent pas le titre du film dans leur titre : All Time High (Octopussy), You Know My Name (Casino Royale) et Nobody Does It Better (L'Espion qui m'aimait). Cette dernière comprend néanmoins le vers « The Spy Who Loved Me » dans ses paroles.
Les quatre films paru entre 1987 et 1997 ont une chanson secondaire que l'on entend durant le générique de fin : If There Was A Man interprété par The Pretenders dans Tuer n'est pas jouer ; If You Asked Me To interprété par Patti LaBelle dans Permis de tuer ; The Experience of Love interprété par Éric Serra dans GoldenEye ; Surrender interprété par k.d. lang dans Demain ne meurt jamais.
La chanteuse Shirley Bassey est l'artiste qui a enregistré le plus de chansons de James Bond : elle a interprété Goldfinger, Diamonds Are Forever, et Moonraker. Elle a aussi enregistré sa propre version de Mr. Kiss Kiss Bang Bang pour Opération Tonnerre mais fut remplacée par celle de Dionne Warwick.

## Films

### Officiels (EON Productions)
| Année | Film                                                   | Compositeur (album) | Titre                           | Compositeur (thème)                         | Auteur                                         | Interprète             |
| ----- | ------------------------------------------------------ | ------------------- | ------------------------------- | ------------------------------------------- | ---------------------------------------------- | ---------------------- |
| 1962  | James Bond 007 contre Dr No (bande originale)          | John Barry          | James Bond Theme                | Monty Norman John Barry                     | –                                              | –                      |
| 1963  | Bons Baisers de Russie (bande originale (en))          | John Barry          | From Russia with Love           | Lionel Bart John Barry                      | Lionel Bart                                    | Matt Monro             |
| 1964  | Goldfinger (bande originale (en))                      | John Barry          | Goldfinger                      | John Barry                                  | Leslie Bricusse Anthony Newley                 | Shirley Bassey         |
| 1965  | Opération Tonnerre (bande originale (en))              | John Barry          | Thunderball                     | John Barry                                  | Don Black                                      | Tom Jones              |
| 1967  | On ne vit que deux fois (bande originale (en))         | John Barry          | You Only Live Twice             | John Barry                                  | Leslie Bricusse                                | Nancy Sinatra          |
| 1969  | Au service secret de Sa Majesté (bande originale (en)) | John Barry          | On Her Majesty's Secret Service | John Barry                                  | –                                              | –                      |
| 1971  | Les diamants sont éternels (bande originale (en))      | John Barry          | Diamonds Are Forever            | John Barry                                  | Don Black                                      | Shirley Bassey         |
| 1973  | Vivre et laisser mourir (bande originale (en))         | George Martin       | Live and Let Die                | George Martin                               | Paul McCartney Linda McCartney                 | Wings                  |
| 1974  | L'Homme au pistolet d'or (bande originale (en))        | John Barry          | The Man with the Golden Gun     | John Barry                                  | Don Black                                      | Lulu                   |
| 1977  | L'Espion qui m'aimait (bande originale (en))           | Marvin Hamlisch     | Nobody Does It Better           | Marvin Hamlisch                             | Carole Bayer Sager                             | Carly Simon            |
| 1979  | Moonraker (bande originale (en))                       | John Barry          | Moonraker                       | John Barry                                  | Hal David                                      | Shirley Bassey         |
| 1981  | Rien que pour vos yeux (bande originale (en))          | Bill Conti          | For Your Eyes Only              | Bill Conti                                  | Michael Leeson                                 | Sheena Easton          |
| 1983  | Octopussy (bande originale (en))                       | John Barry          | All Time High                   | John Barry                                  | Tim Rice                                       | Rita Coolidge          |
| 1985  | Dangereusement vôtre (bande originale (en))            | John Barry          | A View to a Kill                | John Barry                                  | Duran Duran John Barry                         | Duran Duran            |
| 1987  | Tuer n'est pas jouer (bande originale (en))            | John Barry          | The Living Daylights            | John Barry                                  | Pål Waaktaar John Barry                        | A-ha                   |
| 1989  | Permis de tuer (bande originale (en))                  | Michael Kamen       | Licence to Kill                 | Michael Kamen Walter Afanasieff             | Michael Walden Jeffrey Cohen Walter Afanasieff | Gladys Knight          |
| 1995  | GoldenEye (bande originale)                            | Éric Serra          | GoldenEye                       | Bono The Edge                               | Bono The Edge                                  | Tina Turner            |
| 1997  | Demain ne meurt jamais (bande originale)               | David Arnold        | Tomorrow Never Dies             | Mitchell Froom                              | Mitchell Froom Sheryl Crow                     | Sheryl Crow            |
| 1999  | Le monde ne suffit pas (bande originale)               | David Arnold        | The World Is Not Enough         | David Arnold                                | Don Black                                      | Garbage                |
| 2002  | Meurs un autre jour (bande originale (en))             | David Arnold        | Die Another Day                 | Madonna Mirwais Stass                       | Madonna Mirwais Stass                          | Madonna                |
| 2006  | Casino Royale (bande originale)                        | David Arnold        | You Know My Name                | Chris Cornell David Arnold                  | Chris Cornell David Arnold                     | Chris Cornell          |
| 2008  | Quantum of Solace (bande originale)                    | David Arnold        | Another Way to Die              | Jack White                                  | Jack White                                     | Alicia Keys Jack White |
| 2012  | Skyfall (bande originale)                              | Thomas Newman       | Skyfall                         | Adele Paul Epworth                          | Adele Paul Epworth                             | Adele                  |
| 2015  | 007 Spectre (bande originale)                          | Thomas Newman       | Writing's on the Wall           | Sam Smith Jimmy Napes                       | Sam Smith Jimmy Napes                          | Sam Smith              |
| 2020  | Mourir peut attendre (bande originale)                 | Hans Zimmer         | No Time to Die                  | Billie Eilish Finneas O'Connell Hans Zimmer | Billie Eilish Finneas O'Connell                | Billie Eilish          |

### Non officiels
Ces thèmes ont été composés pour les films de James Bond qui n'ont pas été produits par EON Productions.
| Année | Film               | Compositeur    | Titre                 | Interprète                        |
| ----- | ------------------ | -------------- | --------------------- | --------------------------------- |
| 1967  | Casino Royale      | Burt Bacharach | Casino Royale         | Herb Alpert and the Tijuana Brass |
| 1983  | Jamais plus jamais | Michel Legrand | Never Say Never Again | Lani Hall                         |

## Jeux vidéo
| Année | Jeu vidéo                     | Compositeur                                          | Titre                      | Interprète              |
| ----- | ----------------------------- | ---------------------------------------------------- | -------------------------- | ----------------------- |
| 1997  | GoldenEye 007                 | Graeme Norgate et Grant Kirkhope                     | –                          | –                       |
| 1999  | Demain ne meurt jamais        | Tommy Tallarico                                      | –                          | –                       |
| 2000  | 007 : Le monde ne suffit pas  | Neil Baldwin (Nintendo 64) et Don Veca (PlayStation) | –                          | –                       |
| 2000  | 007 Racing                    | Allister Brimble                                     | –                          | –                       |
| 2001  | 007 : Espion pour cible       | Don Veca                                             | –                          | –                       |
| 2002  | 007: Nightfire                | Steve Duckworth, Ed Lima et Jeff Tymoschuk           | Nearly Civilized           | Esthero                 |
| 2004  | 007 : Quitte ou double        | Sean Callery et Jeff Tymoschuk                       | Everything or Nothing (en) | Mýa                     |
| 2004  | GoldenEye : Au service du mal | Paul Oakenfold                                       | –                          | –                       |
| 2005  | Bons Baisers de Russie        | Christopher Lennertz                                 | –                          | –                       |
| 2008  | 007: Quantum of Solace        | Christopher Lennertz                                 | When Nobody Loves You      | Richard Fortus et Kerli |
| 2010  | GoldenEye 007                 | David Arnold                                         | GoldenEye                  | Nicole Scherzinger      |
| 2010  | Blood Stone 007               | Richard Jacques                                      | I'll Take It All           | Joss Stone              |
| 2012  | 007 Legends                   | Kevin Kiner                                          | Goldfinger                 | David Arnold            |

## Reprises notables
- Ray Barretto a enregistré un album entier de reprises de musiques de James Bond intitulé Señor 007.
- David Arnold a enregistré un album entier de reprises de musiques de James Bond intitulé Shaken and Stirred.